# Medalla Hughes
La Medalla Hughes és una medalla creada el 1902 per la Royal Society. Aquest premi s'atorga de manera anual als descobriments en física, en particular aquells que tracten sobre electricitat i magnetisme, o també sobre les seues aplicacions en física. La medalla està feta de plata daurada.

## Premis entregats
- 1902 Joseph John Thomson
- 1903 Johann Wilhelm Hittorf
- 1904 Joseph Swan
- 1905 Augusto Righi
- 1906 Hertha Ayrton
- 1907 Ernest Griffiths
- 1908 Eugen Goldstein
- 1909 Richard Glazebrook
- 1910 John Fleming
- 1911 Charles Wilson
- 1912 William Duddell
- 1913 Alexander Graham Bell
- 1914 John Townsend
- 1915 Paul Langevin
- 1916 Elihu Thomson
- 1917 Charles Barkla
- 1918 Irving Langmuir
- 1919 Charles Chree
- 1920 Owen Willans Richardson
- 1921 Niels Bohr
- 1922 Francis Aston
- 1923 Robert Millikan
- 1924 Cap premiat
- 1925 Frank Smith
- 1926 Henry Jackson
- 1927 William Coolidge
- 1928 Maurice de Broglie
- 1929 Hans Geiger
- 1930 Venkata Rman
- 1931 William Bragg
- 1932 James Chadwick
- 1933 Edward Appleton
- 1934 Karl Siegbahn
- 1935 Clinton Davisson
- 1936 Walter H. Schottky
- 1937 Ernest Lawrence
- 1938 John Cockcroft i Ernest Walton
- 1939 George Thomson
- 1940 Arthur Compton
- 1941 Nevill Mott
- 1942 Enrico Fermi
- 1943 Marcus Oliphant
- 1944 George Finch
- 1945 Basil Schonland
- 1946 John Randall
- 1947 Jean Joliot
- 1948 Robert Watson-Watt
- 1949 Cecil Powell
- 1950 Max Born
- 1951 Hendrik Anthony Kramers
- 1952 Philip Dee
- 1953 Edward Bullard
- 1954 Martin Ryle
- 1955 Harrie Massey
- 1956 Frederick Lindemann
- 1957 Joseph Proudman
- 1958 Edward da Costa Andrade
- 1959 Alfred Pippard
- 1960 Joseph Pawsey
- 1961 Alan Cottrell
- 1962 Brebis Bleaney
- 1963 Frederic Williams
- 1964 Abdus Salam
- 1965 Denys Wilkinson
- 1966 Nicholas Kemmer
- 1967 Kurt Mendelssohn
- 1968 Freeman Dyson
- 1969 Nicholas Kurti
- 1970 David Bates
- 1971 Robert Brown
- 1972 Brian David Josephson
- 1973 Peter Hirsch
- 1974 Peter Fowler
- 1975 Richard Dalitz
- 1976 Stephen Hawking
- 1977 Antony Hewish
- 1978 William Cochran
- 1979 Robert Williams
- 1980 Francis Farley
- 1981 Peter Higgs i Thomas Walter Bannerman Kibble
- 1982 Drummond Matthews i Frederick Vine
- 1983 John Ward
- 1984 Roy Kerr
- 1985 Tony Skyrme
- 1986 M.M. Woolfson
- 1987 Michael Pepper
- 1988 A. Howie i M.J. Whelan
- 1989 John Stewart Bell
- 1990 Thomas Cowling
- 1991 Philip Moon
- 1992 Michael Seaton
- 1993 George Isaak
- 1994 Robert Chambers
- 1995 David Shoenberg
- 1996 Amyand Buckingham
- 1997 Andrew Lang
- 1998 Raymond Hide
- 1999 Alexander Boksenberg
- 2000 Chintamani Rao
- 2001 John Pethica
- 2002 Alexander Dalgarno
- 2003 Peter Edwards
- 2004 John Clarke
- 2005 Keith Moffatt
- 2006 Michael Kelly
- 2007 Artur Ekert
- 2008 Michele Dougherty
- 2010 Andre Geim
- 2011 Matthew Rosseinsky
- 2013 Henning Sirringhaus
- 2015 George Efstathiou